# Un amour à New York
Cet article concerne le film de Peter Chelsom. Pour le moteur de blog, voir Serendipity.
Pour plus de détails, voir Fiche technique et Distribution.
Un amour à New York (Serendipity), ou Heureux hasard au Québec, est un film américain réalisé par Peter Chelsom, sorti en 2001.

## Synopsis
Dans la foule d'un magasin new-yorkais à l'approche des fêtes de fin d'année, en 1990, Jonathan Trager croise Sara, une ravissante jeune femme. C'est le coup de foudre. Bien que tous deux soient engagés dans une autre relation, Jonathan et Sara passent la nuit à errer ensemble dans Manhattan. Mais la nuit touche à sa fin et les voilà contraints de prendre la décision de se revoir ou non. Quand Jonathan, sous le charme, propose un échange de numéros de téléphone, Sara se dérobe pour suggérer de laisser le destin décider. S'ils sont faits l'un pour l'autre, dit-elle, ils trouveront bien le moyen de se revoir.
Quelques années plus tard, alors que Jonathan vit toujours à New York et que Sara vit à San Francisco, les deux jeunes gens sont sur le point de se marier avec quelqu'un d'autre. Pourtant, le moment est venu pour eux de pousser la curiosité plus loin. Se rappelant cette rencontre magique, ils décident de se retrouver avec l'aide de leurs meilleurs amis.

## Fiche technique
- Titres français : Un amour à New York
- Titre québécois : Heureux hasard
- Titre original : Serendipity
- Réalisation : Peter Chelsom
- Scénario : Marc Klein
- Musique : Alan Silvestri
- Photographie : John de Borman
- Montage : Christopher Greenbury
- Décors : Caroline Hanania
- Direction artistique : Tracey Gallacher
- Costumes : Marie-Sylvie Deveau et Mary Claire Hannan
- Production : Peter Abrams (de), Simon Fields et Robert L. Levy (en)
  - Coproduction : Amy J. Kaufman et Andrew Panay
  - Production exécutive : Julie Goldstein, Bob Osher et Amy Slotnick
  - Coproduction exécutive : Robbie Brenner
- Sociétés de production : Miramax, Tapestry Films et Simon Fields Productions
- Sociétés de distribution : Miramax (États-Unis) ; Mars Distribution (France)
- Budget : 28 millions de dollars
- Genre : comédie romantique
- Pays d'origine :  États-Unis
- Langues originales : anglais, et secondairement français
- Format : couleurs - 1,85:1 - 35 mm - DTS / Dolby Digital / SDDS
- Durée : 90 minutes
- Dates de sorties en salles :
  - États-Unis et Canada : 5 octobre 2001
  - France : 20 février 2002

## Distribution
Légende : VF = Version Française[réf. nécessaire] et VQ = Version Québécoise
- John Cusack (VF : Arnaud Bedouët ; VQ : Gilbert Lachance) : Jonathan Trager
- Kate Beckinsale (VF : Odile Cohen ; VQ : Camille Cyr-Desmarais) : Sara Thomas
- Simon Jutras : Sebastien Mignon
- T. Scott Cunningham : Ryan
- Jeremy Piven (VQ : Daniel Lesourd) : Dean
- Molly Shannon (VQ : Élise Bertrand) : Eve
- Bridget Moynahan (VQ : Hélène Mondoux) : Hally Silverman
- John Corbett (VF : Jérôme Rebbot ; VQ : Daniel Picard) : Lars
- Eugene Levy (VF : François Chaix ; VQ : Pierre Auger) : le vendeur de Bloomingdale's
- Evan Neumann : Kenny
- Lucy Gordon : Caroline Mitchell
- Marcia Bennett : Madame Trager
- Jonas Ardillier : lui-même
- Gary Gerbrandt : Josh

## Autour du film
- Le cinéaste Peter Chelsom déclare avoir intégré le destin d'une manière extrêmement étrange et subliminale dans Un amour à New York : « C'est le genre de film où aucun détail n'est fortuit. Tout ce que l'on y voit fait partie d'une chaîne d'événements ». John Cusack ajoute pour sa part : « On affirme clairement dans le film qu'il existe un grand ordonnateur des choses. Et si c'est vrai, c'est une idée très réconfortante. ».
- Tourner des scènes d'hiver en plein mois d'août à New York constituait un véritable défi pour l'équipe du film. La production a dû arrêter le tournage à plusieurs reprises à cause des mauvaises conditions climatiques et des nombreux moustiques présents à Central Park. Recréer Noël dans son décor habituel, c'est-à-dire la patinoire Wollman de Central Park, n'a également pas été une mince affaire. Malgré la chaleur écrasante qui régnait cet été là, John De Borman, le directeur de la photographie, et Caroline Hanania, la directrice artistique, sont parvenus à donner une impression de froid en ayant recours à de la fausse glace.
- Un amour à New York marque la cinquième collaboration entre le réalisateur Peter Chelsom et le producteur Simon Fields. Tous deux avaient déjà fait équipe sur Hear My Song (1991), Les Drôles de Blackpool (1995), Les Puissants (1998) et Potins mondains et amnésies partielles (2001). D'autre part, il offre à John Cusack l'occasion de donner pour la neuvième fois la réplique à son grand ami Jeremy Piven. Leur amitié remonte à l'époque où ils étaient adolescents à Chicago et jouaient dans une pièce produite par le Piven Theatre Workshop, fondé par les parents de Jeremy. Depuis le début de leur carrière cinématographique ; ils ont tourné huit autres films ensemble : One Crazy Summer (1986) de Savage Steve Holland, Elvis stories (1989) de Ben Stiller, Un monde pour nous (1989) de Cameron Crowe, Les Arnaqueurs (1990) de Stephen Frears, Bob Roberts (1992) de Tim Robbins, The Player (1992) de Robert Altman, Floundering (1994) de Peter McCarthy et Tueurs à gages (1997) de George Armitage.